# Óscar Barreto Quiroga
Óscar Barreto Quiroga (Ibagué, Tolima; 7 de abril de 1961) es un político y abogado colombiano. Fue gobernador de Tolima en los períodos 2008-2011 y 2016-2019. Para las elecciones al Congreso de la República de 2022 fue elegido Senador de la República.

## Biografía
Nació en Ibagué, Chapetón, en el corregimiento de Cay, una zona rural de Ibagué. Es hijo de María del Carmen Quiroga y del boyacense Julio Pastor Barreto Daza, quien estableció en 1974 el centro de insumos Central Pecuaria, que sigue teniendo un rol importante dentro de la familia de Barreto, de empresarios agropecuarios. Sus hermanos son Clara, Luis Eduardo, Fernando, Consuelo y Jaime quien falleció en el año 2014.
Es abogado de la Universidad Santo Tomás de Aquino de Bogotá y tiene una especialización en ciencia política de la Universidad de Ibagué. Además hizo estudios de finanzas públicas municipales en la Universidad de Ibagué y de marketing político en la Universidad Piloto.

## Trayectoria Pública
Fue concejal de Ibagué por el Partido Conservador en 1982 luego de ser elegido en el segundo renglón de la lista de Luis Vicente González pero renunció motivos académicos. En 1993 pasó a ser parte del gabinete del entonces alcalde liberal Rubén Darío Rodríguez como tesorero municipal. Barreto hizo parte de la campaña que terminó llevando a la independiente Carmen Inés Cruz a la Alcaldía de Ibagué en su tercer intento, y luego fue su secretario general.
Barreto aspiró a la Alcaldía de Ibagué por el Movimiento Cívico Independiente, pero terminó perdiendo contra Jorge Tulio Rodríguez y quedó en segundo lugar. Y luego, en 2003 se volvió a lanzar por el Movimiento Cívico Independiente a la Alcaldía de Ibagué, pero quedó en tercer lugar en una elección que ganó el liberal Rubén Darío Rodríguez y en la que Barreto quedó en tercer lugar.
En 2005 se lanzó a las elecciones atípicas a la Gobernación de Tolima por el Movimiento Colombia Siempre, apoyado Luis Humberto Gómez Gallo, Carlos García Orjuela y Emilio Martínez pero fue derrotado por el liberal Fernando Osorio.
El 13 de marzo de 2022 logró conquistar una curul en el Senado de la República con más de 109 mil votos.

### Gobernador de Tolima 2008 - 2011
En las elecciones regionales de 2007, cuando se lanzó a la Gobernación por el Partido Conservador, con el apoyo de Luis Humberto Gómez Gallo y la cercanía con el entonces presidente Álvaro Uribe Vélez, pues durante este período se autodenominó "el Gobernador más uribista del país" fue elegido como gobernador de Tolima con 178.679 votos.

#### Atentados
Debido a la arremetida de Álvaro Uribe Vélez junto a Óscar Barreto en contra de las FARC, el funcionario ha recibido amenazas desde el inicio de su campaña en el 2007. Al menos en siete oportunidades la banda terrorista autodenominada FARC ha fracasado en su intento de asesinar a Óscar Barreto.
Barreto viajó con destino a la ciudad de Chaparral en el departamento del Tolima a inspeccionar obras de la hidroeléctrica de Amoya, fue atacado con petardos. Cuerpos de la VI Brigada con sede en Ibagué, desplazaron un helicóptero blindado para sacar al gobernador de la zona y llevarlo a la capital del departamento en forma segura.
Gobernador, me da hasta pena; además de la angustia por la situación de ustedes, que gracias a Dios salieron ilesos, me da vergüenza que eso ocurra, y voy a hablar ya con el Ministro de Defensa encargado y con los Altos Mandos. Mi solidaridad a toda su familia y a las familias de todos ustedes: Álvaro Uribe Vélez
En octubre de 2007 las autoridades descubrieron que las Farc utilizarían a uno de sus hombres para dispararle a quemarropa al entonces candidato. La Policía lo sacó rápidamente de una concentración en el barrio La Gaviota de Ibagué. Fue descubierto un plan para asesinarlo a través de un individuo armado. 
El año 2008 el DAS y la Policía ubicaron en la zona rural Chapetón de Ibagué una vivienda con explosivos. Por ese lugar, al día siguiente, el gobernador debía pasar en su vehículo para asistir a una reunión en el Cañón del Combeima.
En el año 2008 Barreto también fue amenazado cuando pretendía realizar un conversatorio en el corregimiento Santiago Pérez (Ataco). La Sexta Brigada del Ejército Nacional interceptó una llamada que daba la orden de cometer un atentado. 
"¿Tienen todo listo para la fiesta en Santiago Pérez con la visita de Payaso?, Tenemos pólvora y fósforos de luces para la fiesta, La orden es bajarlo", dijo un cabecilla de las FARC.

### Gobernador del Tolima 2016 - 2019
Para las elecciones del año 2015, Óscar Barreto aspiró a la gobernación del Tolima, avalado por el Partido Conservador, Opción Ciudadana, el MIRA y el Centro Democrático. Barreto ganó con apenas 4 mil votos (1 punto porcentual) más que Mauricio Jaramillo Martínez, quien quedó de segundo. En 2013, la Procuraduría General de la Nación lo destituyó e inhabilitó por 11 años por irregularidades en la licitación de la vía Líbano–Villahermosa, realizada en 2009. En diciembre de 2014, la Procuraduría lo absolvió en segunda instancia.

### Senador de la República
Para las elecciones de Congreso de 2022 fue elegido como Senador de la República por el Partido Conservador.

## Reconocimientos
- Como Gobernador del Tolima fue elegido por la Red Juntos como uno de los que más luchó contra la pobreza en su departamento.[22]